# 스가와라 고타
스가와라 고타(일본어: 菅原 康太, 1985년 5월 22일 ~ )는 일본의 축구 선수이다.

## 구단 경력
과거 도쿠시마 보르티스에서 활동하였다.